# 浅井畷の戦い
浅井畷の戦い（あさいなわてのたたかい）は、慶長5年（1600年）に起こった北陸地方における前田利長（東軍）と丹羽長重（西軍）の戦い。

## 経緯
慶長3年（1598年）の豊臣秀吉の死後、次の天下人の座をめぐって徳川家康が台頭する。これに対して、豊臣氏擁護の立場から、豊臣氏五奉行の一人である石田三成や大谷吉継らが慶長5年(1600年)、会津征伐に向かった徳川家康ら東軍に対して、敢然と挙兵したのである。
前田利長は豊臣氏五大老の一人で、前田利家の嫡男であったが、利家の死後、生母の芳春院（まつ）を人質として江戸に差し出していた経緯から、東軍に与した。一方、西軍の大谷吉継は前田利長の動きを封じるため、越前や加賀南部における諸大名に対して勧誘工作を行なった。その結果、越前の諸大名の多くが、西軍に与した。
- 青木一矩（北之庄城21万石）
- 青山宗勝（越前丸岡4万6000石）
- 織田秀雄（大野5万石。織田信長の次男・織田信雄の子）
- 木下頼継（2万5000石）
- 丹羽長重（加賀小松12万5000石。信長の家臣だった丹羽長秀の子）
- 丹羽長正（越前東郷5万石。長重の弟）
- 戸田重政（越前安居1万石）
- 奥山正之（1万1000石）
- 赤座直保（1万石）
- 上田重安（1万石）
- 溝江長晴（1万石）
- 山口宗永（加賀大聖寺5万石）
- 山口修弘（1万3000石。宗永の長男）

吉継の勧誘工作は成功であった。これにより、西軍は一戦も交えることなく、越前と加賀南部の諸大名を味方につけることに成功したのである。これに対して、前田利長は加賀以南の諸大名が全て敵となったことに危機感を抱き、加賀南部や越前を制圧すべく、2万5000人を率いて慶長5年(1600年)7月26日、西軍に与した丹羽長重が守る小松城を包囲攻撃した。小松城の守備兵は長重以下、およそ3000名ほどに過ぎなかったが、小松城は「北陸無双ノ城郭」（「小松軍記」より）とまで賞賛されるほどの堅城であった。このため、兵力で優位にありながら、前田軍は城を落とすことができなかった。利長はこのため、小松城にわずかな押さえの兵を残して、西軍の山口宗永が守る大聖寺城に向かった。そして8月2日に包囲攻撃を開始したのである。守る山口軍の兵力はおよそ2000人ほどに過ぎず、2万以上の前田軍の前に遂に敗れて、山口宗永・修弘親子は自害した。
一方、大谷吉継は伏見城攻防戦など、上方にとどまっていたため、しばらくは北陸に対する軍事行動を起こすことができなかったが、8月3日に入って越前敦賀に入り、北陸方面に対する軍事行動を起こした。しかし、吉継の率いる兵力はおよそ6000人ほどに過ぎなかった。
吉継は前田軍に対して、「上杉景勝が越後を制圧して加賀をうかがっている」・「西軍が伏見城を落とした」・「西軍が上方を全て制圧した」・「大谷吉継が越前北部に援軍に向かっている」・「大谷吉継の別働隊が、金沢城を急襲するために海路を北上している」など、虚虚実実の流言を流したのである。この流言に前田利長は動揺した。
さらに吉継は、西軍挙兵のときに捕らえていた中川光重（利長の妹婿）を半ば脅迫して、利長宛に偽書を作成させ、それを前田利長のもとへ届けさせた。その文面は次の通りである。
「今度大軍を催サレ、近国ヲ打ナビケ、上方発向有之由聞候。是ニ因リテ、大坂ヨリ大軍、敦賀表ヘ出張ス。大谷刑部、敦賀ヨリ兵船ヲ揃エ、貴殿出軍ノ跡を加州ノ浦々へ乱入セント欲ス。足長ニ出発候テ、海陸前後に敵を受ケタマヒテハ、始終覚束ナク候。能々御思慮有ルベシ」
これら一連の吉継の謀略から、利長は自分の留守中に居城の金沢城が吉継に海路から襲われることを恐れた。そして8月8日、利長は軍勢を金沢に戻すことにしたのである。

## 浅井畷の戦い
しかし、撤退するためには問題があった。前田利長は加賀南部に攻め入るに当たって、小松城を攻め落とせず、わずかな押さえの兵を残して大聖寺に進軍していたのである。このため、撤退途中に丹羽軍が前田軍を追撃する可能性があったのである。利長はできるだけ隠密裏に撤退を行なおうとしたが、やはり2万5000人もの大軍勢の動きを隠密裏にすることなどは不可能だった。丹羽長重は前田軍の金沢撤退を知って、軍勢を率いて小松城から出撃した。
小松城の周囲には泥沼や深田が広がっている。その中を、幾筋かの畷（縄手）が走っている。畷とは縄のように細い筋になっている道のことであるが、小松城の東方に浅井畷という畷があった。長重はこの浅井畷で兵を率いて前田軍を待ち伏せした。8月9日、前田軍が浅井畷を通ったとき、待ち伏せしていた江口正吉ら丹羽軍が攻撃した。畷のために道幅が狭く、大軍としての威力を発揮することができない。このため、前田軍は被害を受けたが、前田軍の武将・長連龍や山崎長徳らの活躍もあって丹羽軍を撃退し、何とか金沢に撤退することができたのである。

## 影響
この戦いは、北陸における「関ヶ原の戦い」であった。8月末、利長は家康の命令を受けて美濃に進出するべく再び行動を起こす。丹羽長重は利長に降伏を申し入れたが、遂に関ヶ原本戦には間に合わなかった。更にこの時、先の戦いには参加していた利長の弟の前田利政は、居城である七尾城に篭ったまま動かず、東軍には加わらなかった（利政はかねてより西軍への参加を主張していたとも言われる。また、西軍が自分の妻子を人質に取ったことを知って出陣を躊躇したもので西軍に加わる意思はなかったとする説もある）。
しかし、北陸における西軍の奮戦は報われなかった。9月15日の本戦で西軍が壊滅したことから、越前・加賀南部の諸大名は東軍に降伏を余儀なくされ、丹羽長重や前田利政をはじめ多くの諸大名は、家康によって改易されてしまったのである。

## 浅井畷の戦いを扱った作品
- 簑輪諒「うつろ屋軍師」（学研パブリッシング、2014年）

## 浅井畷古戦場
浅井畷古戦場（あさいなわてこせんじょう）は、石川県小松市大領町にある、浅井畷の戦いを知る上での重要な史跡である。1941年（昭和16年）に石川県指定史跡となっている。
浅井畷の戦いでは前田軍の最後尾を務めた長連龍の部下9人が戦死したと云われており、古戦場にはその9人の武将の石塔が建てられている。墓の形をしているが、実際は供養塔である。それぞれの石塔の向きや配置は不規則であり、それは戦死した9人の武将が倒れた方向に向けて建てられたためと伝えられている。
9人の武将の石塔は次のとおりである。
- 鹿島路六左衛門塔 - 高さ1尺4寸5分、巾6寸5分、横5寸5分[12]。1849年（嘉永2年）に造立された[7]。
- 柳弥平次塔 - 高さ2尺7寸3分、巾6寸5分、横6寸5分[13]。1796年（寛政8年）に造立された[7]。
- 八田三助吉信塔 - 高さ3尺3寸、巾1尺2寸7分、横8寸2分[13]。造立時期は不明だが、1780年（安永9年）には小松城代富田景周によって存在が確認されている[7][14]。
- 長中務連朗塔 - 高さ1尺6寸5分、巾1尺3寸、横7寸7分[15]。造立時期は不明だが、1780年（安永9年）には小松城代富田景周によって存在が確認されている[7][14]。
- 堀内一秀軒塔 - 高さ5尺6寸2分、巾2尺1寸1分、横7寸4分[15]。1660年（万治3年）に造立され、9塔の中で最初に建てられた石塔である[7][16]。孝孫堀内弥兵衛景明によって造立された[16]。
- 小林平左衛門秀備塔 - 高さ4尺7寸、巾1尺3寸8分、横1尺3寸9分[17]。造立時期は不明だが、1780年（安永9年）には小松城代富田景周によって存在が確認されている[7][14]。
- 隠岐覚右衛門塔 - 高さ3尺7寸、巾9寸5分、横9寸9分[17]。1796年（寛政8年）に造立された[7]
- 鈴木権兵衛重国塔 - 高さ3尺3寸7分、巾1尺2寸1分、横8寸2分[18]。造立時期は不明だが、1780年（安永9年）には小松城代富田景周によって存在が確認されている[7][14]。
- 岩田新助吉忠塔 - 高さ3尺4寸6分、巾1尺2寸5分、横8寸2分[18]。造立時期は不明だが、1780年（安永9年）には小松城代富田景周によって存在が確認されている[7][14]。